# Chubby Checker
Chubby Checker właśc. Ernest Evans (ur. 3 października 1941 w Spring Valley) – amerykański piosenkarz rockandrollowy, znany ze spopularyzowania twista dzięki piosenkom "The Twist" (z 1960 roku) oraz "Let's Twist Again" (z 1961 roku).
Urodził się w Spring Gulley w Karolinie Południowej i wychowywał w Filadelfii w stanie Pensylwania. Do szkoły średniej uczęszczał wraz z Frankie Avalonem. W 1964 ożenił się z Cathariną Lodders z Holandii, która w 1962 została Miss World. W 2008 podczas 50. edycji wyścigu Daytona 500 wykonał piosenkę "The Twist". W 2025 wprowadzony do Rock and Roll Hall of Fame.

## Dyskografia
- 1960: Twist with Chubby Checker
- 1960: For Twisters Only
- 1961: Let's Twist Again
- 1961: It's Pony Time
- 1961: For Teen Twisters Only
- 1961: Limbo Party
- 1962: Beach Party
- 1962: Twistin' Round the World
- 1963: Let's Limbo Some More
- 1963: Chubby Checker in Person
- 1964: Chubby's Folk Album
- 1965: At the Discotheque
- 1971: Chequered!
- 1982: The Change Has Come
- 1994: The Texas Twisting
- 2001: Towards The Light